# Pisarevo, Veliko Tărnovo
Pisarevo (în bulgară Писарево) este un sat în comuna Gorna Oreahovița, regiunea Veliko Tărnovo,  Bulgaria. Relieful este în mare parte plat, în limitele teritoriale ale satului trece râul Yantra. Se află la 12 km est de orașul Gorna Oryahovitsa, iar orașul Veliko Tarnovo la aproximativ 30 km. 
În trecut, satul Pisarevo era cunoscut sub numele de Yazizhiköy (Urutsi cel Orb), din cauza turcilor care s-au stabilit aici, unul dintre ei fiind orb. În anul 1956 în sat a fost înființată ferma cooperativă "Pobeda". 
Biserica "Sf. Dimitar" a fost construită în anul 1900. Înainte de ea a existat o capelă numită tot după Sfântul Dimitrie al Tesalonicului. 
Pe teritoriul satului există o grădiniță, o școală, un centru comunitar, un restaurant și magazine. 
În centrul satului se află o fântână a satului construită în 1929. În jurul ei se desfășoară anual o sărbătoare națională a folclorului autentic "Na megdana". Scopul sărbătorii este de a păstra și promova tradițiile populare bulgare, obiceiurile și cântecele populare. Festivalul nu are un caracter competitiv, precum și restricții de vârstă. Participanții și oaspeții sărbătorii au posibilitatea de a gusta mâncăruri tradiționale și de a se bucura de abilitățile culinare ale cetățenilor Pisarov. 

## Demografie
Componența etnică a satului Pisarevo
     Turci (63,35%)
     Bulgari (28,21%)
     Romi (4,03%)
     Nicio identificare (4,4%)
La recensământul din 2011, populația satului Pisarevo era de 794 locuitori. Din punct de vedere etnic, majoritatea locuitorilor (63,35%) erau turci, existând și minorități de bulgari (28,21%) și romi (4,03%). Pentru 4,4% din locuitori nu este cunoscută apartenența etnică.